# Punctoribates sellnicki
Punctoribates sellnicki is een mijtensoort uit de familie van de Mycobatidae. De wetenschappelijke naam van de soort is voor het eerst geldig gepubliceerd in 1928 door Willmann.